# East of West
East of West é uma revista em quadrinhos americana, publicada pela editora Image Comics desde março de 2013. A série foi criada pelo escritor Jonathan Hickman, e é ilustrada por Nick Dragotta, tendo como protagonistas os cavaleiros do Apocalipse. A trama da série se passa em diversos períodos diferentes, mas os principais eventos ocorrem no ano de 2064 após uma guerra civil dividir os Estados Unidos em sete nações independentes e Morte abandonar o cargo de "Cavaleiro do Apocalipse". A série foi indicada ao Eisner Award na categoria de "Melhor Série" e Hickman foi indicado à categoria de "Melhor Escritor" por seu trabalho.